# Johan Lundblads pris

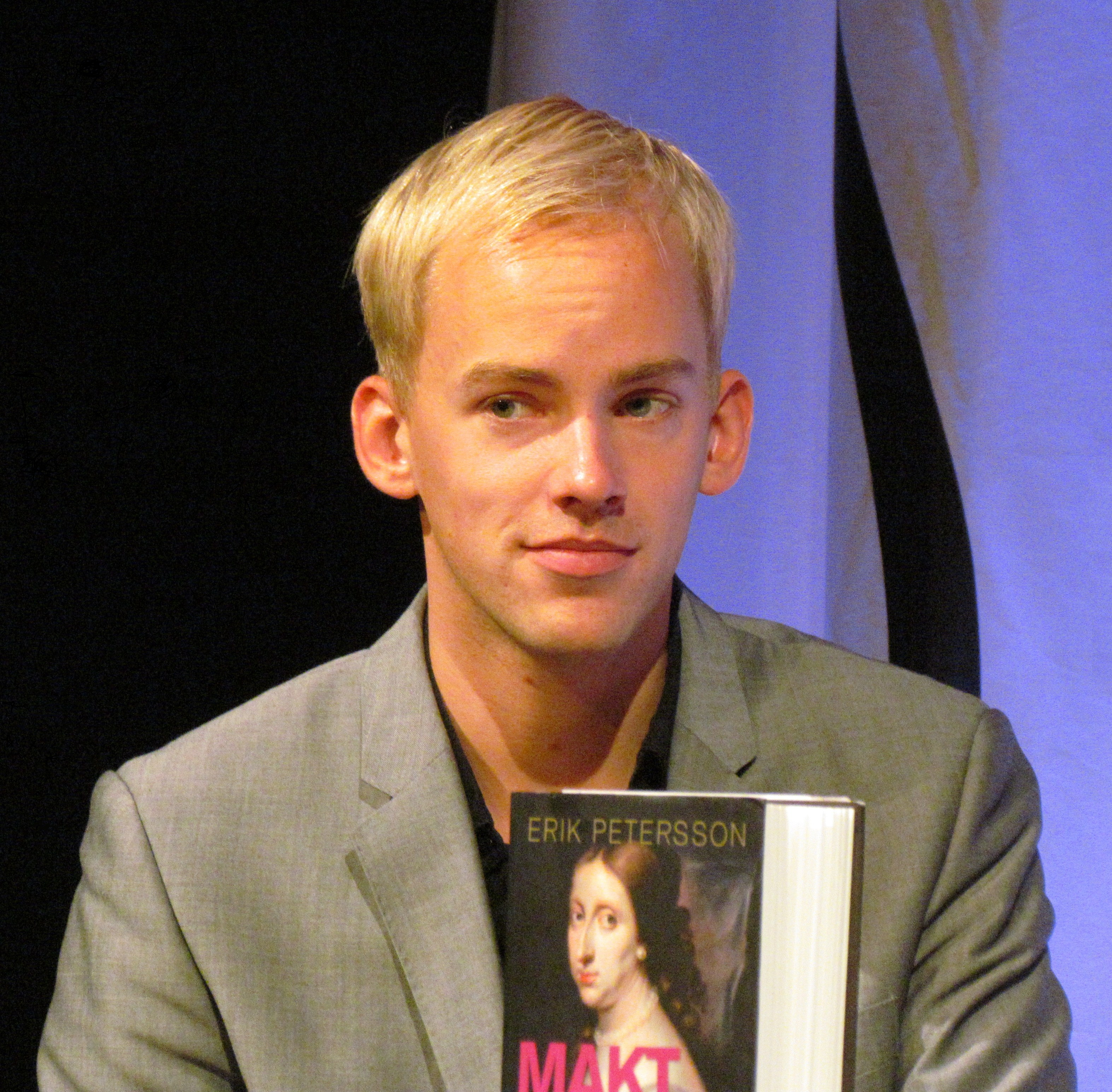
Erik Petersson, pristagare 2019

Johan Lundblads pris instiftades 2013 av Svenska Akademien. Priset avsåg att belöna "ett förtjänstfullt och av god stilkonst präglat arbete inom äldre historia eller klassisk filologi." Priset har sitt namn efter professorn i romersk vältalighet och poesi i Lund Johan Lundblad (1753–1820).
Johan Lundblads pris delades ut mellan 2013 och 2019 och var en efterföljare till det Lundbladska priset, som instiftades 1799 och delades ut av Svenska Akademien fram till 1833. 

## Pristagare
- 2013 – Johan Tralau, statsvetare
- 2014 – Lars Rydbeck, filolog[3]
- 2015 – Anders Cullhed, litteraturvetare
- 2016 – Ida Östenberg, antikhistoriker
- 2017 – Tore Janson, lingvist (afrikanska språk)
- 2018 – Tomas Lappalainen, författare och journalist
- 2019 – Erik Petersson, historiker och författare[4]